# Stellers eider
De Stellers eider (Polysticta stelleri) is een eend uit het monotypische geslacht Polysticta uit de familie eenden, ganzen en zwanen (Anatidae). De vogel is genoemd naar de Duitse onderzoeker Georg Wilhelm Steller.

## Beschrijving
De Stellers eider werd tot 1945 gerekend tot de eidereenden, maar wordt tegenwoordig tot een eigen geslacht (Polysticta) gerekend, omdat hij minder verwant is dan de andere drie eidereendensoorten.
Het mannetje is onmiskenbaar en lijkt een beetje op een tamme eend. De rug is donker, de kop is wit en lijkt vierkant, de eend heeft een donkere kraag en is licht van onder geleidelijk naar de buik toe iets meer oranje-okerkleurig. Het vrouwtje is onopvallend bruin gekleurd met een opvallende lichte oogring. De lichaamslengte bedraagt 43 tot 47 cm en het gewicht 650 tot 900 gram.

## Leefgebied
De Stellers eider is een trekvogel, die leeft aan de kusten van de Noordelijke IJszee en broedt op de toendra. Deze middelgrote eend leeft op zee en broedt in de arctische kusten van Oost-Siberië en Alaska. 's Winters trekken ze naar de kusten van Noord-Noorwegen. Deze eenden leven zoals de andere soorten eidereenden voornamelijk van schelpdieren die ze opduiken.

## Status
In Alaska gaat de vogel in aantal achteruit, tussen 1992 en 2011 met 2,3% per jaar en in Noord-Europa met 6,5% per jaar in de periode 1993 tot 2009. Mogelijk heeft dit ook te maken met verschuivingen in de keuze van het overwinteringsgebied, maar bekend is dat er nog veel op de eenden wordt geschoten met het giftige loodhagel. De totale populatie van de Stellers eider is in 2015 geschat op 130-150 duizend vogels. De Stellers eider staat als kwetsbaar op de Rode Lijst van de IUCN. De vogel wordt verder formeel beschermd door het Afrikaans-Euraziatische overeenkomst over watervogels (AEWA)

## Voorkomen in Nederland
In Nederland is het een uiterst zeldzame dwaalgast. Tot 2021 zijn er zes bevestigde waarnemingen, waarvan vier in de Waddenzee, één bij Lelystad (1987) en één in Zeeland (1996).

## Galerij

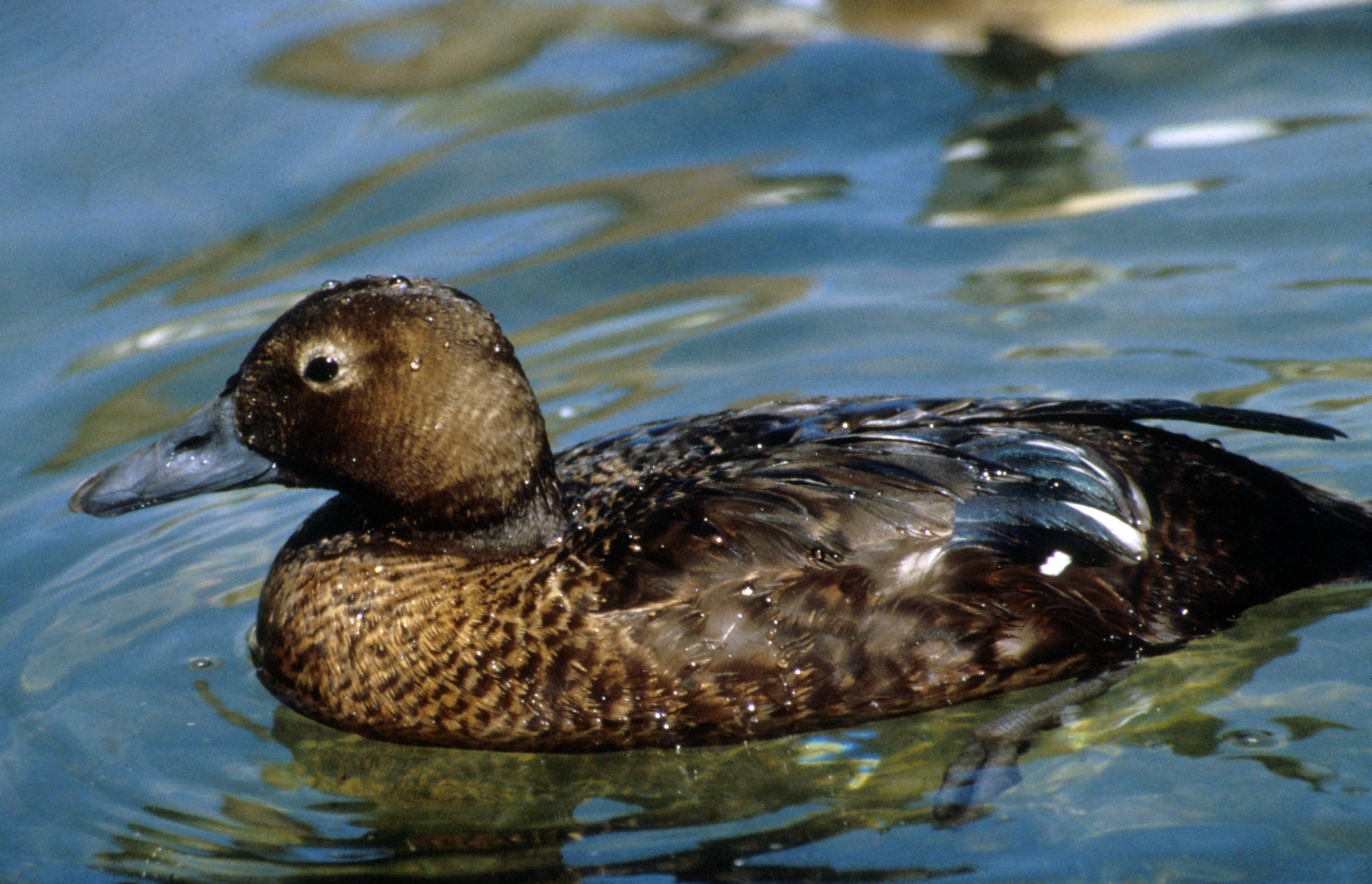
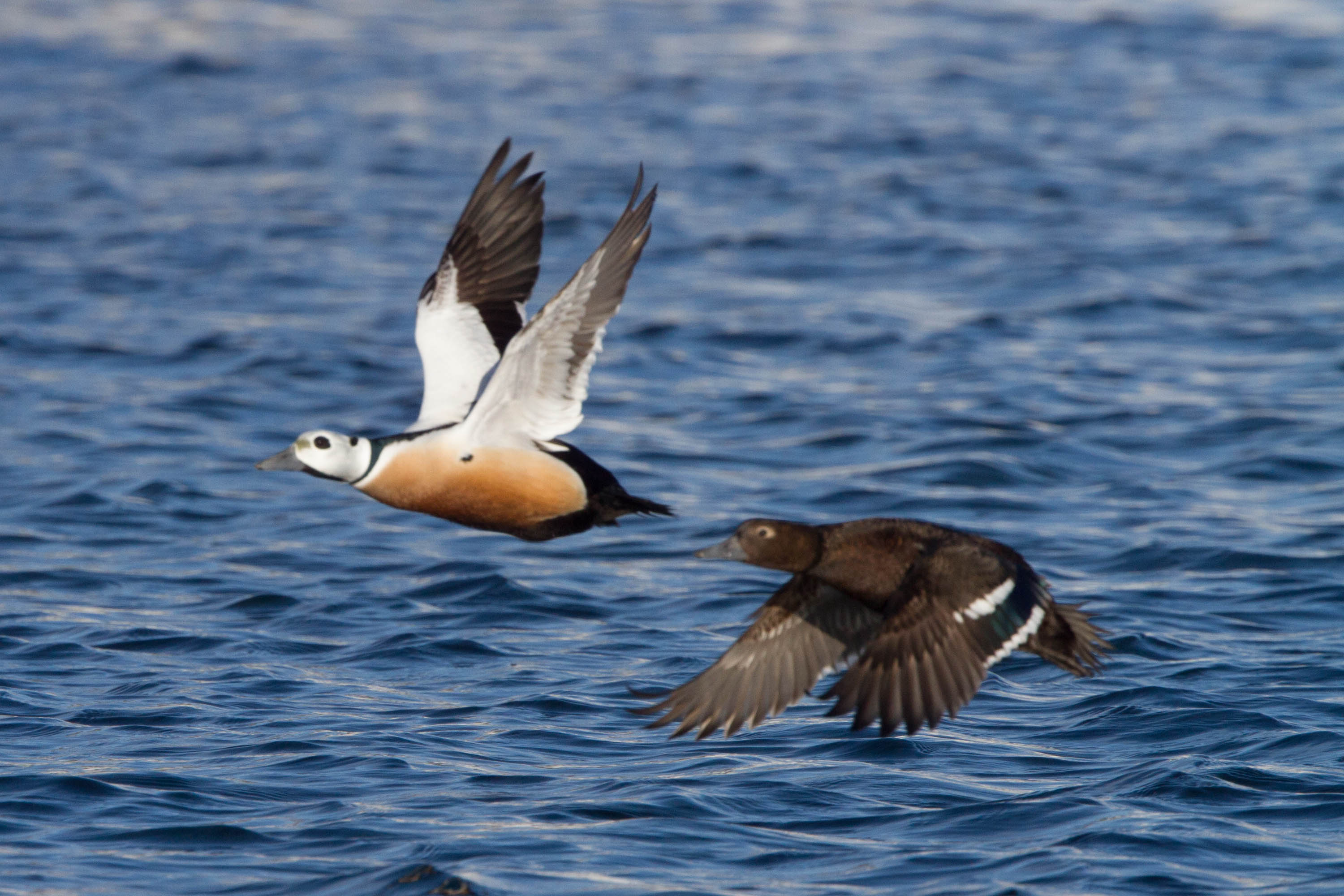